# 玛丽亚·穆托拉
玛丽亚·德-卢尔德斯·穆托拉（葡萄牙語：Maria de Lurdes Mutola，1972年10月27日—），莫桑比克女子田径运动员，專项女子800米赛跑。
穆托拉出生于马普托，1988年在莫桑比克文学大师何塞·克拉维林哈（José Craveirinha）的鼓励下开始接受专业训练。她曾有机会赴葡萄牙本菲卡体育俱乐部接受训练，但是计划被政府否决了，这导致她在数年内成绩无法得到提高。1991年，穆托拉终于在国际奥委会的支持下得到前往美国俄勒冈州接受训练的机会。经过数月的训练后，她在当年的世界田径锦标赛上出人意料地获得了第四名。次年，她在巴塞罗那奥运会上获得了第五名。
从1993年开始，穆托拉一度统治了女子800米这个项目。在这段时间内，穆托拉离开俄勒冈，迁居约翰内斯堡，在她的美国教练Margo Jennings的指导下，她的成绩得到了进一步的提高。但是她在亚特兰大奥运会上不敌斯维特兰娜·马斯特科娃和阿纳·奎罗特，仅获得一枚铜牌，不过这也是莫桑比克有史以来第一枚奥运奖牌。此后她一度陷入低潮，但是很快又重整旗鼓，终于在悉尼奥运会上一举夺得金牌。
在参加完北京奥运会后，穆托拉于2008年8月30日正式退役。

## 外部連結
- 玛丽亚·穆托拉在的頁面
- 官方网站
- 穆托拉基金会首页